# Taió
Taió är en kommun i Brasilien.   Den ligger i delstaten Santa Catarina, i den södra delen av landet, 1 300 km söder om huvudstaden Brasília. Antalet invånare är 17 265.
I omgivningarna runt Taió växer i huvudsak städsegrön lövskog. Runt Taió är det ganska glesbefolkat, med 28 invånare per kvadratkilometer.